# انقلاب ۲۰۱۸ ارمنستان
انقلاب ۲۰۱۸ ارمنستان، که در ارمنستان بیشتر با نام #MerzhirSerzhin (ارمنی: #ՄերժիրՍերժին) شناخته می‌شود، مجموعه‌ای از اعتراضات ضد دولتی از آوریل تا مه ۲۰۱۸ بود که توسط گروه‌های مختلف سیاسی و اجتماعی به رهبری یکی از اعضای مجلس ملی ارمنستان، نیکول پاشینیان (رئیس حزب پیمان مدنی) انجام شد. تظاهرات و راهپیمایی‌ها ابتدا در واکنش به سومین دوره نخست‌وزیری سرژ سارگسیان به عنوان قدرتمندترین چهره در دولت ارمنستان برگزار شد که بعداً علیه حزب حاکم جمهوری‌خواه که از سال ۱۹۹۹ در قدرت بودند گسترش یافت. پاشینیان این رویداد را انقلاب مخملی (ارمنی: Թավշյա հեղափոխություն) نامید.
در ۲۲ آوریل، پاشینیان دستگیر شد و شب را در سلول انفرادی گذراند، سپس در ۲۳ آوریل، روزی که سارگسیان از نخست‌وزیری استعفا داد و اعلام کرد: «من اشتباه می‌کردم، در حالی که نیکول پاشینیان درست می‌گفت» آزاد شد. برخی از این رویداد به عنوان یک انقلاب مسالمت آمیز مشابه انقلاب کشورهای پساشوروی یاد می‌کنند. در عصر ۲۵ آوریل، شریک ائتلافی حزب جمهوری‌خواه، فدراسیون انقلابی ارمنی، از ائتلاف حاکم خارج شد.
در ۲۸ آوریل، همه احزاب مخالف مجلس ملی ارمنستان اعلام کردند که از نامزدی پاشینیان حمایت خواهند کرد. رأی‌گیری در مجلس ملی برای ۱ مه برنامه‌ریزی شده بود. پاشینیان به ۵۳ رأی برای تصدی سِمت نخست‌وزیری نیاز داشت، او باید آرای حداقل شش عضو حزب جمهوری‌خواه را نیز به دست می‌آورد. پاشینیان تنها نامزدی بود که برای رأی‌گیری در مجلس مطرح شد. با این حال، حزب جمهوری‌خواه به اتفاق آرا به پاشینیان رأی منفی دادند. ۱۰۲ نماینده در مجلس حضور داشتند که از این تعداد ۵۶ نفر به نخست‌وزیری او رأی منفی و ۴۵ نفر به آن رأی مثبت دادند. یک هفته بعد، در ۸ مه، دومین رأی‌گیری انجام شد. پاشینیان با ۵۹ رأی به عنوان نخست‌وزیر انتخاب شد.
انقلاب به عنوان فرصتی برای ارمنستان در نظر گرفته شد تا سیاست خارجی خود را دوباره به سمت اروپا تنظیم کند. انقلاب با سیاست‌های روسیه در تضاد بود، زیرا با مفهوم غیرقابل جایگزینی رهبران کشورهای پساشوروی مخالف بود و نیز تهدیدی برای استبداد در فضای پس از شوروی محسوب می‌شد. انقلاب ارمنستان دارای ماهیتی «اروپایی» تلقی شد زیرا با ارزش‌ها و اصول اروپایی، از لحاظ اجتماعی و سیاسی مطابقت می‌کرد. انقلاب نشان دهنده تغییر قابل توجهی در سیاست داخلی ارمنستان بود، زیرا سیاستمداران طرفدار روسیه از قدرت برکنار و یک دولت اصلاح‌طلب جایگزین آنها شد. این تغییر باعث بازنگری مجدد ارمنستان در روابط خود با روسیه شد. دولت اصلاح‌طلب به دنبال فاصله گرفتن از آنچه که «روش‌های تهاجمی روسیه» می‌خواند و تطبیق مجدد ارمنستان با ارزش‌های غربی همچون دموکراسی و حقوق بشر بود.

## وضعیت سابق
در بین سال‌های ۲۰۱۲ و ۲۰۱۷، سطح اعتماد گزارش شده به دولت ملی ۲۵٪ بود، در حالی که اعتماد به سیستم قضایی ۲۹٪ بود، ارقامی که کمتر از همه کشورهای همسایه ارمنستان در آن زمان بود.

## درگیری‌ها برای انتخاب نخست‌وزیر
اعتراضات در مارس ۲۰۱۸، زمانی که اعضای حزب جمهوری‌خواه گزینه نامزدی سرژ سارگسیان را برای پست نخست‌وزیری قبول کردند، آغاز شد. این اتفاق به معنای ادامه حکومت سارگسیان (به عنوان نخست‌وزیر یا رئیس‌جمهور) از مارس ۲۰۰۷ بود. او قانون اساسی را در سال ۲۰۱۵ اصلاح کرد تا محدودیت‌های قانونی که مانع از نامزدی دوباره او می‌شد را حذف کند.
معترضان اعلام کردند که در ۱۴ آوریل در مقر حزب جمهوری‌خواه، مکانی که برای معرفی رسمی سرژ سارگسیان به عنوان نامزد نخست‌وزیری در نظر گرفته شده بود تجمع می‌کنند. حزب جمهوری‌خواه نشست خود را در خارج از ایروان برگزار کرد و به اتفاق آرا به معرفی رسمی سرژ سارگسیان برای پست نخست‌وزیری رأی داد. شریک ائتلافی حزب حاکم، فدراسیون انقلابی ارمنی، از تصمیم حزب حاکم جمهوری‌خواه حمایت کرد، همان‌طور که بیشتر اعضای گروه مخالف حزب ارمنستان شکوفا از این تصمیم حمایت کردند.
در همین زمان، اتحاد راه خروج به عنوان یک ائتلاف سیاسی طرفدار اروپا و ضد روسیه ظاهر شد که به‌طور فعال در اعتراضات خیابانی در حمایت از نیکول پاشینیان پس از نامزدی سرژ سارگسیان برای نخست‌وزیری شرکت کرد. این ائتلاف معتقد بود که سارگسیان تا حد زیادی تحت کنترل مسکو است و او را «دیکتاتور» خواند که در انتخابات تقلب می‌کند. «اتحاد راه خروج» با اشاره به افزایش احساسات ضد روسی در این کشور، از ارمنستان خواست تا روابط خود را با اتحادیه اروپا توسعه دهد.

## اعتراضات

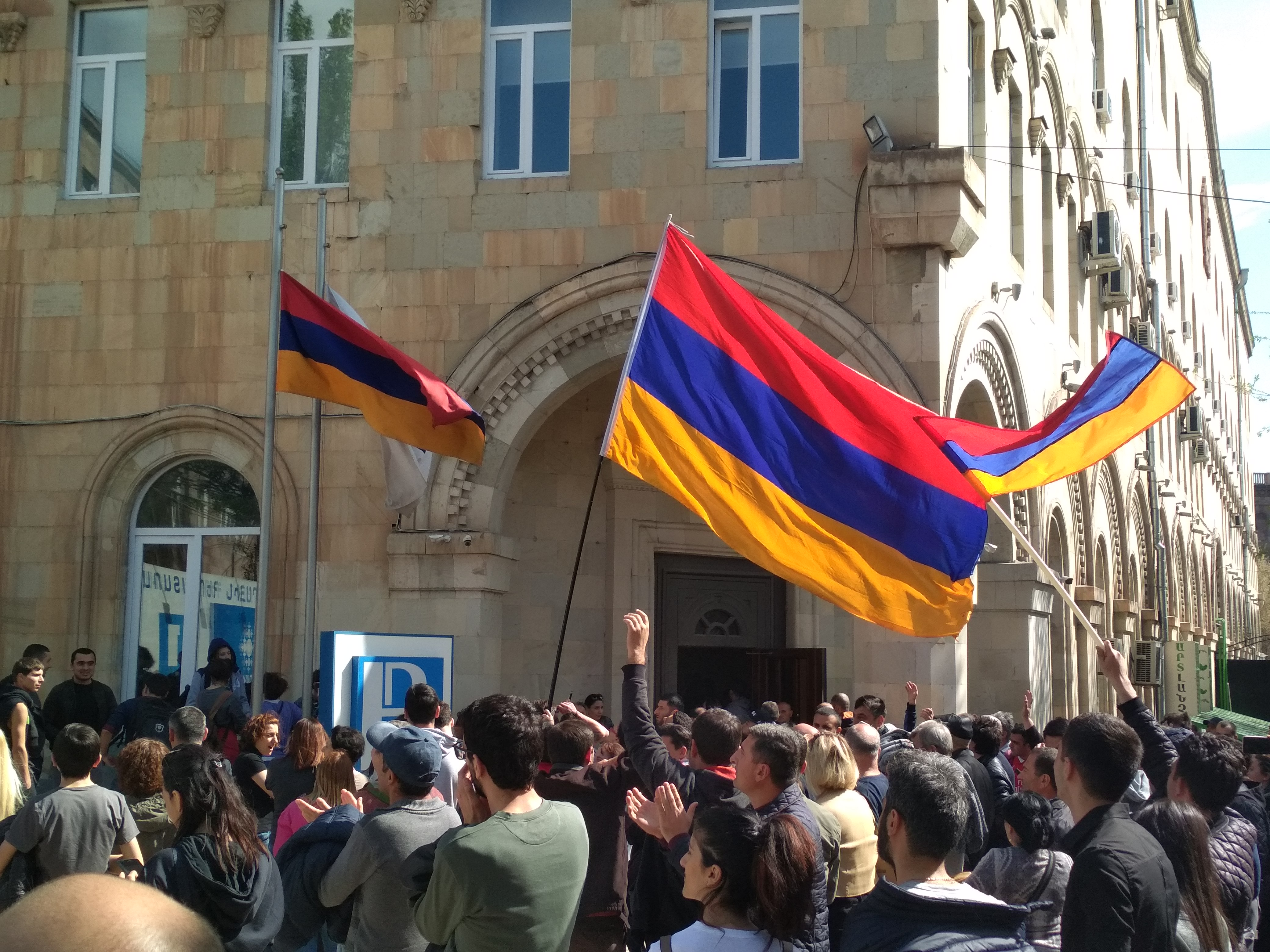
اعتراضات در ۱۴ آوریل ۲۰۱۸

در ۳۱ مارس، نیکول پاشینیان راهپیمایی اعتراضی Im Qayl (قدم من) خود را آغاز کرد، او راهپیمایی را از شهر گیومری شروع کرد و از شهرهایی مانند وانادزور، دیلیجان، هرازدان و آبوویان عبور کرد و سرانجام در ۱۳ آوریل به ایروان رسید و یک تجمع کوچک برگزار کرد.
حدود ۱۰۰ معترض پس از روز اول تظاهرات، شب در میدان فرانسه ماندند و به همان تعداد شنبه شب نیز همین کار را کردند، برخی در چادرها خوابیدند و برخی دیگر در اطراف آتش روشن کردند. تا صبح یکشنبه، پلیس ارمنستان هیچ تلاشی برای برهم زدن تظاهرات انجام نداد.
روز دوشنبه ۱۶ آوریل، کمپین «قدمی بردار، سرژ را رد کن» اقدامات نافرمانی مدنی را آغاز کرد. در ۱۷ آوریل، روزی که قرار بود انتخابات نخست‌وزیری انجام شود، معترضان قصد داشتند ورودی‌های ساختمان مجلس ملی را مسدود کنند تا از برگزاری رأی‌گیری جلوگیری کنند. پلیس ضد شورش آنها را از پیشروی بیشتر به سمت ساختمان مجلس ملی بازداشت.
پس از انتخاب رئیس‌جمهور پیشین سرژ سارگسیان به عنوان نخست‌وزیر جدید، با وجود بازداشت صدها نفر توسط پلیس، اعتراضات همچنان ادامه یافت. نخست‌وزیر در پاسخ به این رویداد از دولت خواست که اقامتگاه ریاست‌جمهوری را که چند هفته قبل به او داده بود، پس بگیرد. جمعیت در شب ۲۱ آوریل به ۵۰٬۰۰۰ نفر رسید، با بسته شدن بسیاری از خیابان‌ها در پایتخت، اعتراضات در سراسر کشور گسترش یافت.
با افزایش جمعیت، نخست‌وزیر جدید، سرژ سارگسیان بارها برای مذاکره با رهبر جنبش اعتراضی، نیکول پاشینیان تماس گرفت، اما پاشینیان گفت که او فقط مایل است در مورد شرایط استعفای نخست‌وزیر صحبت کند. پس از اینکه رئیس‌جمهور ارمنستان در شامگاه ۲۱ آوریل از گردهمایی پاشینیان بازدید کرد تا با پاشینیان صحبت کند، پاشینیان موافقت کرد که در ساعت ۱۰ صبح روز ۲۲ آوریل با نخست‌وزیر دیدار کند و گفت که معتقد است موضوع گفتگو استعفای سارگسیان خواهد بود.

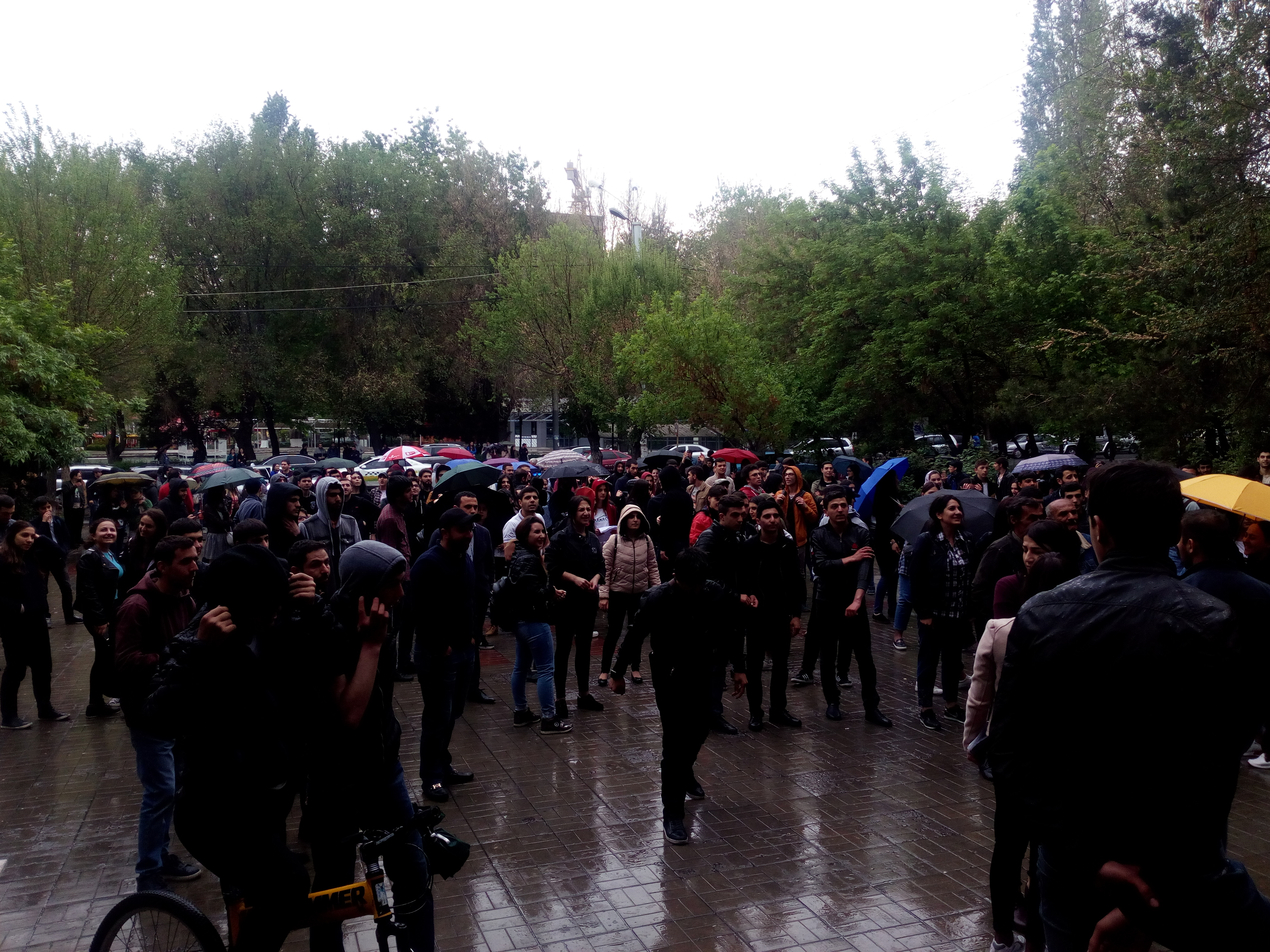
معترضان از دانش آموزان و معلمان خواستند تا به تظاهرات بپیوندند

### ۲۲ آوریل
این دیدار که تنها سه دقیقه به طول انجامید، به هیچ نتیجه‌ای نرسید؛ زمانی که پاشینیان اظهار داشت که تنها با بحث در مورد شرایط استعفای نخست‌وزیر موافقت کرده است و نه هیچ چیز دیگر، سارگسیان از جلسه خارج شد و مخالفان را به «باج خواهی» متهم کرد. در این دیدار، سارگسیان از پاشینیان خواست که با توجه به سطح پایین حمایت احزاب از اتحاد سیاسی خود (کمتر از ۱۰٪ آرا در انتخابات پارلمانی گذشته) به نمایندگی از مردم صحبت نکند و به دولت اولتیماتوم ندهد. او همچنین هشدار داد که پاشینیان «درس‌های ۱ مارس» را نیاموخته است؛ اشاره سارگسیان به تظاهرکنندگان کشته شده توسط پلیس بود در حالی که اعتبار نتایج انتخابات ۱۰ سال پیش سارگسیان را به چالش می‌کشیدند، که این سخن به منزله تهدید آشکار به خشونت علیه معترضانی بود که روزانه در سراسر کشور تجمع می‌کردند.
بلافاصله پس از جلسه، پاشینیان گروهی از حامیان خود را از محل جلسه در میدان جمهوری در راهپیمایی طولانی از خیابان‌های تیگران متس و آرتساخ به سمت منطقه اربونی هدایت کرد که باعث بازداشت پاشینیان شد، در این میان پلیس ضد شورش با نارنجک‌های شوکر با معترضان درگیر شد. با وجود بازداشت گسترده معترضان، از جمله قانونگذاران مخالف، ساسون میکائیلیان و آرارات میرزویان اعتراضات در سراسر شهر ادامه داشت. تا عصر، ۲۳۲ معترض بازداشت شدند، و به گفته رادیو اروپای آزاد/رادیو آزادی، ده‌ها هزار نفر در میدان جمهوری تجمع کردند تا تظاهرات ضد نخست‌وزیر سرژ سارگسیان را ادامه دهند. پلیس با صدور بیانیه‌ای اعلام کرد که پاشینیان، میکائیلیان و میرزویان به مدت ۷۲ ساعت در بازداشت بوده‌اند. با این حال، تنها در صورتی می‌توان علیه آنها اتهامات کیفری مطرح کرد که مجلس ملی تحت کنترل جمهوری‌خواهان مصونیت پارلمانی آنها را سلب کند.

### ۲۳ آوریل
اعتراضات در ۲۳ آوریل از سر گرفته شد و رسانه‌ها گزارش دادند که اعضای سابق و در حال خدمت نیروهای مسلح ارمنستان، از جمله شرکت کنندگان در جنگ آوریل ۲۰۱۶، برای اولین بار به این تجمع‌ها پیوسته‌اند. این اطلاعات بعداً توسط وزارت دفاع تأیید شد.
پاشینیان در ساعت ۳ بعد از ظهر آزاد شد و مستقیماً به میدان جمهوری رفت و در آنجا سخنرانی کوتاهی کرد و گفت که ساعت ۶:۳۰ بعد از ظهر برمی‌گردد. در ساعت ۴:۳۰ بعد از ظهر، نخست‌وزیر سرژ سارگسیان پیامی را در وبگاه رسمی نخست‌وزیری منتشر کرد و استعفای خود را اعلام نمود. نخست‌وزیر سابق، کارن کاراپتیان جانشین سارگسیان به عنوان «نخست‌وزیر موقت» شد.

### ۲۴ آوریل
۲۴ آوریل به عنوان روز ملی یادبود نسل‌کشی ارمنی‌ها نامگذاری شده است. معترضان به صورت گروهی جمع شدند و به سمت «یادمان نسل‌کشی ارمنی‌ها»، بنای یادبود ملی نسل‌کشی ارمنستان رفتند. در آن روز هیچ اعتراضی برگزار نشد.

### ۲۵ آوریل
پاشینیان پس از لغو مذاکرات با حزب جمهوری‌خواه به دلیل امتناع کاراپتیان از پذیرش پیش شرط‌های تعیین شده توسط پاشینیان، خواستار ادامه اعتراضات در ۲۵ آوریل شد. پیش از این، پاشینیان اظهار داشت که حزب جمهوری‌خواه حق ندارد در ارمنستان قدرت را در دست بگیرد و قبل از برگزاری انتخابات زودهنگام باید یک «نامزد مردمی» به نخست‌وزیری منصوب شود. او افزود که جنبش اعتراضی باید نخست‌وزیر انتقالی را نامزد کند، سِمتی که توسط دولت فعلی رد شد زیرا این امر خلاف قانون بود. معترضان به خیابان‌ها ریختند تا راه فرودگاه بین‌المللی ایروان و جاده منتهی به مرز با گرجستان را مسدود کنند. در همین حال، «حزب ارمنستان شکوفا» و «فدراسیون انقلابی ارمنی» هر دو حمایت خود را از جنبش پاشینیان اعلام کردند. پاشینیان متعهد شد که اعتراضات را تا زمان انتصابش به نخست‌وزیری ادامه دهد.

### ۲۶ آوریل
ده‌ها هزار نفر در ۲۶ آوریل به تظاهرات ادامه دادند، اگرچه پاشینیان از معترضان خواست تا مسدود کردن خیابان‌ها را متوقف کنند. حزب حاکم جمهوری‌خواه اعلام کرد که آماده است بدون هیچ پیش شرطی با پاشینیان ملاقات کند، در حالی که پاشینیان با تأکید بر اینکه باید نخست‌وزیر شود، پیشنهاد مذاکره با آنها را داد.

### ۲۷ آوریل
پاشینیان از حامیان خود خواست تا تظاهرات خود را در ایروان به مدت ۲ روز تعلیق کنند، در حالی که او در ۲۷ آوریل در گیومری و در ۲۸ آوریل در وانادزور تظاهرات برگزار کرد. در صبح، او با رئیس‌جمهور عمدتاً تشریفاتی ارمنستان، رهبران حزب حاکم، شریک سابق ائتلافی حزب حاکم (فدراسیون انقلابی ارمنی)، و همچنین دومین جناح بزرگ پارلمان، حزب ارمنستان شکوفا، ملاقات کرد. در مصاحبه‌ای در همان روز، رئیس‌جمهور از «ارمنستان جدید» که برآمده از اعتراضات است، و فرصتی برای یک «دولت دموکراتیک واقعی» است تمجید کرد. در همین حال، حزب حاکم جمهوری‌خواه اعلام کرد که هیچ تغییر رژیمی را در آینده ارمنستان نمی‌بیند.

### ۲۸ آوریل
در ۲۸ آوریل، پاشینیان تجمع‌هایی را در وانادزور و ایجوان برگزار کرد، در حالی که دومین و سومین احزاب بزرگ در مجلس ملی - حزب ارمنستان شکوفا و فدراسیون انقلابی ارمنی - اعلام کردند که از نامزدی او برای پست نخست‌وزیری حمایت خواهند کرد، و حزب جمهوری‌خواه اعلام کرد که مانع نامزدی پاشینیان نمی‌شود و نامزد خود را معرفی نمی‌کند.

### ۱ مه
پارلمان، انتخاباتی را برای نخست‌وزیر جدید برگزار کرد که رهبر مخالفان پاشینیان تنها نامزد آن بود، بیش از ۱۰۰٬۰۰۰ نفر این نشست ۹ ساعته را که به‌طور زنده در میدان جمهوری پخش می‌شد تماشا کردند. با این حال، حزب حاکم با رأی کامل مخالف خود و با یک رأی اختلاف از انتخاب او جلوگیری کرد. پس از انتخابات، خوانندگان مطرح ارمنی مانند ایوتا موکوچیان و سونا شاهگلدیان برای جمعیت اجرا کردند و سخنرانی‌های الهام بخش داشتند. پاشینیان پیاده به سمت میدان جمهوری رفت و به جمعیت گفت که روز بعد اعتصاب کنند و تمام وسایل حمل و نقل را از ساعت ۸:۱۵ صبح تا ۱۷ بعد از ظهر مسدود کنند، سپس برای یک تجمع دیگر در ساعت ۱۹ در میدان جمهوری حاضر شوند.

### ۲ مه
با مسدود شدن مسالمت‌آمیز خیابان‌ها و بزرگراه‌های سراسر کشور، بسیاری از کارگران و مشاغل دست به اعتصاب زدند و کشور متوقف شد. راه اصلی دسترسی فرودگاه و حتی گذرگاه‌های زمینی با اعتصاب برخی از کارگران مسدود شد. حدود ۱۵۰٬۰۰۰ نفر در یک راهپیمایی دیگر در میدان جمهوری تجمع کردند تا به صحبت‌های پاشینیان گوش دادند. به دلیل اعتراضات، حزب حاکم تصمیم گرفت در دور بعدی رأی‌گیری در ۸ مه از نامزدی نیکول پاشینیان حمایت کند. اعتراضات در این مدت به حالت تعلیق درآمد.

### ۸ مه
در ۸ مه، مجلس ملی ارمنستان یک رأی‌گیری دیگر برای انتخاب نخست‌وزیر جدید داشت و دوباره نیکول پاشینیان تنها نامزد آن بود. این بار، حزب حاکم جمهوری‌خواه به نیکول پاشینیان رأی کافی برای پیروزی به شکل ۵۹ رأی موافق در برابر ۴۲ رأی مخالف داد. اما همچنان آرای مخالف پاشینیان از حزب جمهوری‌خواه بود.

## واکنش‌ها

### داخلی
- در ۴ آوریل ۲۰۱۸، ادمون ماروکیان، رهبر حزب ارمنستان روشن، که با حزب پیمان مدنی به رهبری نیکول پاشینیان در اتحاد راه خروج همکاری می‌کرد، مقاله‌ای را در روزنامه آراووت منتشر کرد که در آن ترجیح خود را بر استفاده از روش‌های رسمی و قانونی به جای نافرمانی مدنی برای مقابله با ائتلاف حاکم اعلام کرد.[۱۸]
- خاچاطور کوکوبلیان، رهبر حزب «دموکرات‌های آزاد» و نماینده سابق مجلس نمایندگان در تظاهرات شرکت کرد و حمایت خود را از این اقدامات اعلام کرد.[۱۸]
- بسیاری از هنرمندانی که قبلاً با جنبش مخالف (ائتلاف حاکم)، اعلام همبستگی کرده بودند، به ویژه سرژ تانکیان، نوازنده مشهور سیستم آو ا داون، همبستگی و حمایت خود را با فعالان جنبش اعتراضی اعلام کرد و بر غیرمجاز بودن حکومت تک حزبی در ارمنستان تأکید کرد.[۹۷] برخی از سازمان‌های دیاسپورا، به ویژه «مجمع ارامنه اروپا» نیز از مخالفان دولت حمایت کردند.[۹۸]
- کمیته هلسینکی ارمنستان اعلام کرد که آزادی بیان و رسانه به میزان قابل توجهی بهبود یافته است.[۹۹] در همین حال، «مجمع شهروندان هلسینکی – وانادزور» خواستار تقویت بیشتر دموکراسی و شفافیت دولت ارمنستان شد.[۱۰۰] «انجمن اروپا در قانون» خواستار حذف فساد و تقویت سیستم قضایی ارمنستان از سوی دولت شد.[۱۰۱]
- مامیکون هووسپیان، مدیر «پینک ارمنستان»، یک گروه حقوق ال‌جی‌بی‌تی در ارمنستان، اظهار داشت: «در حالی که افراد ال‌جی‌بی‌تی+ در اعتراضات قبلی حضور داشتند، این بار بیشتر قابل توجه و پذیرفته شده‌اند».[۱۰۲]
- پس از انقلاب، توصیه شد که «گروه مشورتی اتحادیه اروپا»، به عنوان راهی برای مقابله با نفوذ روسیه، مقابله با فساد، و برای کمک به ارمنستان پس از انقلاب، ایجاد روابط نزدیکتر با اتحادیه اروپا و ادامه اجرای برنامه اصلاحات، ایجاد شود. بسیاری از نخست‌وزیر نیکول پاشینیان خواستار افزایش تعامل با اروپا به عنوان راهی برای کاهش وابستگی بیش از حد این کشور به روسیه شدند.[۱۰۳]

### بین‌المللی
- شورای اروپا انتقال مسالمت آمیز قدرت را ستود و اعتراضات را به عنوان نقطه عطفی در تاریخ ارمنستان و «لحظه‌ای رضایت بخش» که ملت را متحد کرد ستایش نمود.[۱۰۴]
- رئیس هیئت اتحادیه اروپا در ارمنستان، در ۲۴ آوریل از موفقیت کمپین نافرمانی مدنی در این کشور استقبال کرد و وعده داد که روندی سریعتر برای تصویب موافقت‌نامه جامع مشارکت برای پیشرفت طی شود.[۱۰۵]
- میخیل ساآکاشویلی، رئیس‌جمهور سابق گرجستان، ویدئویی را در ۲۳ آوریل منتشر کرد و استعفای سارگسیان را به مردم ارمنستان تبریک گفت. وی تصریح کرد: «امروز شما حق دارید به خود افتخار کنید، به ارمنی بودن خود افتخار کنید، مردم با غروری که توانستند به تمام دنیا ثابت کنند که عزت دارند و می‌خواهند در شرایط عادی، انسانی و عاری از فساد زندگی کنند. من امروز دوباره متقاعد شدم که ارمنستان آینده بزرگی دارد، من از شما حمایت می‌کنم، ما همیشه با شما خواهیم بود. آفرین!».[۱۰۶] او همچنین ادعا کرد که این جنبش یک «شورش علیه روسیه» است.[۱۰۷]
- ماریا زاخارووا، سخنگوی وزارت امور خارجه، انتقال صلح آمیز قدرت را ستود و افزود: «ارمنستان، روسیه همیشه با شماست.»[۱۰۸] در بیانیه‌ای که در صفحه رسمی وزارت امور خارجه روسیه آمده است: «امیدواریم شرایط منحصراً در زمینه قانونی و قانون اساسی توسعه یابد و همه نیروهای سیاسی برای گفتگوی سازنده مسئولیت و آمادگی نشان دهند. ما متقاعد شده‌ایم که بازگشت سریع جریان زندگی در کشور به حالت عادی و بازگرداندن اتحاد عمومی منافع اساسی برادر، ارمنستان را تأمین می‌کند.»[۱۰۹]
- ریچارد میلز، سفیر ایالات متحده آمریکا در ارمنستان، در ۲۳ آوریل از پلیس ارمنستان و معترضان ضد دولتی به رهبری نیکول پاشینیان به دلیل اجتناب از خونریزی در جریان بن‌بست سیاسی که منجر به استعفای نخست‌وزیر سرژ سارگسیان شد، قدردانی کرد. در بیانیه وزارت امور خارجه آمریکا ابراز امیدواری شده است که جانشین وی به شیوه‌ای شفاف و مبتنی بر قانون اساسی انتخاب شود. در این بیانیه همچنین از گروه‌های سیاسی پیشرو ارمنستان خواسته شده است تا از تشدید اوضاع و هرگونه اقدام خشونت‌آمیز خودداری کنند.[۱۱۰] تظاهراتی توسط ارامنه جوامع مختلف ایالات متحده با ۵۰۰۰ معترض در همبستگی با معترضان در ارمنستان در ۲۲ آوریل[۱۱۱] برگزار شد، سایر اعتراضات در روزهای بعدی از جمله ۸ مه برگزار شد.[۱۱۲]

## تأثیرات
در جریان اعتراضات ۲۰۲۰–۲۰۲۱ بلاروس، انقلاب ارمنستان به عنوان الگویی برای بلاروس به دلیل جهت‌گیری ضد روسی یا غرب‌گرایی توسط مفسرانی مانند کارل بیلت، آندرس اسلوند، ایان برمر، یاروسلاو تروفیموف، بن جودا، و دیگران مطرح شد. فراناک ویاچورکا، روزنامه‌نگار بلاروسی از این تصور انتقاد کرد. زهراب مناتسکانیان، وزیر امور خارجه ارمنستان نیز این مقایسه را رد کرد و گفت: «ارمنستان مسیر خود را دنبال کرد و ترسیم موازی بر این اساس کاملاً صحیح نیست. درست است، ممکن است پارامترهای مشترکی وجود داشته باشد، اما در کل، اینها شرایط متفاوتی هستند».

## انقلاب مخملی ارمنستان در هنر
انقلاب مخملی ارمنستان تقریباً بلافاصله جایگاه خود را در هنر ارمنی مدرن پیدا کرد. یکی از اولین هنرمندانی که به این موضوع پرداخت، آنا سوغومونیان با نقاشی «انقلاب مخملی ارمنستان» بود. این نقاشی ترکیب چند فیگور به سبک افسانه‌ای و ناشی از ذات نویسنده است که شامل افراد مختلف می‌شود که در رویدادهای بهار ۲۰۱۸ شرکت کرده‌اند. به گفته نویسنده، این نقاشی بسیار نمادین است؛ زیرا نه تنها به دلیل اینکه در یک دوره بسیار حساس خلق شده و بازتابی متمرکز از احساسات این دوره است، بلکه در روز شکست ارمنی‌ها در جنگ دوم قره‌باغ فروخته شده است. که در واقع می‌تواند نمادی از شکست امیدهای بیداری ملی سال ۲۰۱۸ باشد.